# Monte Vidon Combatte
Monte Vidon Combatte é uma comuna italiana da região dos Marche, província de Fermo, com cerca de 511 habitantes. Estende-se por uma área de 10 km², tendo uma densidade populacional de 51 hab/km². Faz fronteira com Carassai (AP), Monte Giberto, Montottone, Ortezzano, Petritoli.

## Demografia
| Variação demográfica do município entre 1861 e 2011                               |
|                                                                                   |
| Fonte: Istituto Nazionale di Statistica (ISTAT) - Elaboração gráfica da Wikipedia |